# Ixtepec, Xicotepec
Ixtepec är en ort i Mexiko.   Den ligger i kommunen Xicotepec och delstaten Puebla, i den sydöstra delen av landet, 160 km nordost om huvudstaden Mexico City. Ixtepec ligger 713 meter över havet och antalet invånare är 156.
Terrängen runt Ixtepec är kuperad åt nordost, men åt sydväst är den bergig. Runt Ixtepec är det ganska tätbefolkat, med 149 invånare per kvadratkilometer. Närmaste större samhälle är Xicotepec de Juárez, 7,3 km söder om Ixtepec. I omgivningarna runt Ixtepec växer i huvudsak städsegrön lövskog.